# Língua eteocretense
Eteocretense (que significa "cretense verdadeiro") era a língua falada pelos minoicos e usado na ilha de Creta antes da invasão dos exércitos micênicos. A língua estava escrita no que se convencionou chamar de Linear A, (que até hoje não possui tradução) um silabário usado com frequência até 1 420 a.C., com o intuito principal de produzir inscrições religiosas e documentos administrativos. O idioma não tinha qualquer relação com a língua grega.
A língua eteocretense provavelmente descende da minoica, e encontra-se, em sua maior parte, escrita numa grafia derivada do sistema eubeu de escrita padrão após o período grego de idade das trevas, apesar de que grafias lineares coexistiram por algum tempo depois, na forma de pequeninas inscrições religiosas.
O povo eteocretense é mencionado por Homero em sua "Odisseia" e por Estrabão como habitantes do sul de Creta, ao lado dos Cidones a oeste (de acordo com Estrabão, estes também um povo indígena) e os Aqueus e Dórios (ambos gregos) a leste.
Muito pouco se sabe a respeito do eteocretense, com exceção de que possa descender da língua registrada na tabuinhas de Linear A. Geralmente o eteocretense é descrito como um idioma não indo-europeu ou, mais frequentemente, pré-Indo-Europeu. O professor Cyrus Gordon, mais conhecido por seu trabalho junto ao ugarítico, defendia a tese de que o eteocretense seria uma língua semítica de relação próxima ao fenício, mas suas tentativas de decifração mostraram-se incorretas, não sendo aceitas por outros linguistas. Relações com o luvita, uma língua anatólica pertencente à família indo-europeia, também já foram sugeridas.
Apesar da queda da Civilização Minoica, inscrições em eteocretense sobrevivem até hoje, datadas do século VII a.C. até o século III a.C., escritas normalmente no alfabeto arcaico grego local e no alfabeto grego jônico. Cinco inscrições foram encontradas, certamente eteocretenses: duas em Dreros e três em Praisos, na unidade regional de Lasíti. Há várias outras inscrições que podem ser eteocretenses.

## Inscrições conhecidas
Dreros 1
1. ---rmaw|et|isalabre|komn
2. ---d|men|inai|isaluria|lmo
3. ----tonturonmēa.oaoiewad
4. eturo---munadoa-enē--
5. --matritaia--

Parte da inscrição (linhas 3 a 5) está escrita em grego, provavelmente no dialeto dórico. Devido a falha na preservação de muitas das palavras, é difícil afirmar mesmo sobre o que falava o texto. Foi-se sugerido que <ewade> (linhas 3-4) pode ser "está decidido". Outra possibilidade é que <turon> (linha 4) e <ton turon> (linha 3) refiram-se a "queijo de cabra", crença reforçada pelas palavras pelasgas para "cabra" encontradas em várias formas dialetais gregas (ιξάλη, ιζάλη, ιζάνη, ισάλη, ισσέλα, ιτθέλα, ισθλη, ισσέλη), mostrando uma raiz caprina - *itsala - que talvez esteja presente nos termos eteocretenses <isalabre> (linha 1) e <isaluria> (linha 2). A palavra <inai> também pode ser encontrada na segunda linha do artefato Praisos 2, podendo ser um verbo (cf. língua etrusca <en-aš> e <en-iac-a>).
Dreros 2
A inscrição a seguir foi publicada por Henri van Effenterre em seu Bulletin de correspondance hellénique 70 ("Boletim de correspondência helênica nº 70). O artefato tem origem no Delfínio de Dreros, contendo uma inscrição gravada num grande bloco feito de xisto cinza. Não está completamente preservado, de forma que as lascas em ambos os lados do artefato tornam o texto obscuro e de difícil compreensão. Partes deste artefato foram perdidas, mas felizmente restam ainda as partes que haviam sido reproduzidas antes de seu desaparecimento.
1. --S|TUPRMĒRIĒIAomo
2. saidaperenorkioisi|a--
3. --kaθarongenoito

O texto, na verdade, é uma inscrição bilingue. Parte dele foi reconhecido como grego dórico, de forma que há esperança de que o texto eteocretense possa ao menos reiterar noções similares, tal como a Pedra de Roseta. A seção em grego do texto foi transcrita acima do eteocretense em letras minúsculas, traduzindo-se da seguinte forma:
Ομοσαι δαπερ Ενορκίοισι
Omosai d-haper Enorkioisi
Porém, que possa ele jurar [estas] próprias coisas aos Guardiões dos Juramentos (i. é, 'os deuses').
Α.... καθαρον γένοιτο.
A---- kaθaron genoito.
… que possa tornar-se puro.
O texto eteocretense é muito mais curto, o que sugere que ele seja apenas um resumo do texto em grego:
--S|TUPRMĒRIĒIA
Praisos 1
1. --nkalmitke
2. os barze a-- o--
3. --ark-agset med-
4. arkrkokles de---
5. --asegdnanit

Praisos 2
1. --onadesimetepimitsφa
2. --do--iaralaφraisoiinai vac.
3. --restnmtorasardoφsano
4. --satoissteφ-satiun vac.
5. -animestepaluneutat vac.
6. -sanomoselosφraisona
7. --tsaadoφtena--
8. --maprainaireri--
9. --ireirereie---
10. --nrirano--
11. --askes--
12. --i-t--

O que intriga no texto mais longo é como ele claramente menciona a cidade de Praisos, além de mostrar declinações variadas. O nome da cidade na linha 2 é <φraiso-i> ("em Praisos"), enquanto na linha 6 é <φraiso-na> ("de Praisos").
Praisos 3
1. -x-nnumit
2. --atarkomn
3. ---ēdēsdea
4. --sōpeirari
5. --en tasetwseu
6. --nnasiroukles
7. --irermēiamarφ
8. --eirerφinasdan
9. --mamdedikark
10. --risrairariφ
11. ---nneikarx
12. --taridoēi
13. --enba
14. --dnas

Praisos 4
1. ----uo--
2. ---oit||s--
3. --φ|ras|---
4. ---is--

Praisos 5
1. '--artia--
2. '--e-at--
3. '-----a--
4. '--θert---
5. ' vacat
6. '--kosa--
7. '--tern--
8. '--komne--
9. '--atate--
10. --dears--
11. vacat

Praisos 6
1. '--ea--
2. '--arr---
3. ' vacat